# Patrick Milchraum
Patrick Milchraum (* 26. Mai 1984 in Stuttgart) ist ein deutscher ehemaliger Fußballspieler. 

## Karriere
Milchraums Jugendverein war der SV Vaihingen, danach spielte er drei Jahre bei den Stuttgarter Kickers. Er wechselte zu 1860 München, zählte dort bald schon zu den etablierten Spielern und erzielte das erste Tor im Eröffnungs-Freundschaftsspiel in der Allianz Arena beim 3:2-Sieg am 30. Mai 2005 der Münchener gegen den 1. FC Nürnberg. In der Rückrunde der Saison 2005/06 wurde er von Trainer Walter Schachner nach einem Streit mit dem Co-Trainer in die zweite Mannschaft versetzt, gehörte dann aber gegen Ende der Saison wieder zum Kader der ersten Mannschaft. Durch sein Tor am vorletzten Spieltag beim 1:0-Sieg gegen Saarbrücken sicherte er den Löwen den Klassenerhalt. 
Milchraum wechselte zur Saison 2007/08 zum TSV Alemannia Aachen, bei dem er einen Dreijahresvertrag unterzeichnete. Im März 2010 entschied sich der Verein gegen ein Engagement Milchraums zur Saison 2010/11.
In der Sommerpause 2010 wechselte Milchraum zum Zweitliga-Aufsteiger FC Erzgebirge Aue. Nach einem Innenbandriss vor Beginn der Saison verpasste er bis auf einen Kurzeinsatz die komplette Hinrunde und obwohl er in den ersten Rückrundenspielen mehrfach eingesetzt worden war, kam er in dieser Spielzeit nicht mehr richtig in Form. Danach wurde sein Vertrag nicht verlängert und Milchraum wurde zur Saison 2011/12 vom Karlsruher SC unter Vertrag genommen.
Nach neun Spielen, in denen Milchraum kein Tor erzielte, wechselte er im August 2012 zum georgischen Meister FC Sestaponi. Dort unterschrieb er einen Vertrag bis zum 1. Januar 2013. Milchraum war damit der erste deutsche Profifußballer in Georgien. Insgesamt kam er zu 17 Einsätzen und erzielte ein Tor.
Nachdem er im Januar 2013 seinen auslaufenden Vertrag nicht verlängert hatte, wechselte er zum Ligakonkurrenten und Tabellenersten Dinamo Tiflis. Mit Dinamo wurde er 2013 georgischer Meister und Pokalsieger. Nach dem Ende der Saison ging er zurück nach Deutschland zu den Stuttgarter Kickers. Am 31. Januar 2014 wechselte Milchraum auf Leihbasis von den Kickers zum FC Carl Zeiss Jena.
Seit 2015 spielte er für den FSV 08 Bietigheim-Bissingen in der Oberliga Baden-Württemberg, 2017 verpasste das Team den Regionalligaaufstieg in der Aufstiegsrunde gegen Röchling Völklingen. 2020 kehrte er zu seinem Heimatverein SV Vaihingen zurück, der zu diesem Zeitpunkt in der Bezirksliga spielte.